# War for the Overworld
War for the Overworld – strategiczna gra czasu rzeczywistego wzorowana na grze Dungeon Keeper 2. Podobnie jak w grach z serii Dungeon Keeper, gracz wciela się w postać Strażnika Lochu. Celem gry jest rozbudowa lochów, poprzez dodawanie nowych korytarzy i pułapek, w grze istotny jest aspekt ekonomiczny. W trakcie rozgrywki gracz werbuje służące mu potwory, które posiadają własne potrzeby i nie zawsze będą mu posłuszne. Do gry zostały wydane cztery DLC z zawartością oraz trzy DLC kosmetyczne, w tym jedno (The Cynical Imp), z którego zyski zostały przeznaczone na cel charytatywny.